# Wembley Arena
Wembley Arena, oficjalnie SSE Arena Wembley – hala w dzielnicy Londynu Wembley w gminie London Borough of Brent. Budynek znajduje się naprzeciwko stadionu Wembley.

## Historia
Został zbudowany w 1934 roku na Igrzyska Imperium Brytyjskiego przez Elvina Arthura i pierwotnie mieścił się w nim basen, co odzwierciedla dawną nazwą - Empire Pool. Sam basen był używany m.in. na Letnie Igrzyska Olimpijskie w 1948 roku.
Wembley Arena została odnowiona wraz ze stadionem Wembley w ramach rewitalizacji dzielnicy Wembley. Remont kosztował 35 milionów funtów i otwarto ją dla publiczności 2 kwietnia 2006 roku koncertem Depeche Mode.

## Muzyka
W chwili otwarcia w 1934 roku Wembley Arena była trzecią co do wielkości krytą salą koncertową w Wielkiej Brytanii. Grywały tu takie gwiazdy jak The Beatles, Queen, Iron Maiden, The Killers, David Bowie, Madonna, The Rolling Stones, Paramore, The Who czy Sabaton

## Sport
Od 2007 roku do roku 2011 rozgrywany był tu prestiżowy turniej snookerowy Masters (snooker). W hali odbywają się również zawody w boksie, wrestlingu, MMA, hokeju na lodzie czy dartsach. Podczas Letnich Igrzysk Olimpijskich 2012 w hali odbyły się zawody w gimnastyce artystycznej, a także turniej badmintona.
22 czerwca 2014 roku w hali odbyły się finały League of Legends Challenger Series oraz rozgrywki League Championship Series.